# Sean Whalen
Pour les articles homonymes, voir Whalen.
Sean Whalen est un acteur américain né le 19 mai 1964 à Washington.

## Biographie
Sean Whalen a étudié dans la même classe que l'acteur Casper Van Dien. Il est le plus jeune de quatre enfants. Il grandit à Olney dans le Maryland et fréquente la Sherwood High School.
Après quatre ans d'études, il quitte l'université de Californie à Los Angeles.
En octobre 1993, Whalen est connu du grand public grâce au succès de la publicité pour un lait : Got Milk?.
En 2000, au Rehoboth Beach Independent Film Festival, Whalen gagne le prix du public pour Turkey. Cake dans la catégorie court-métrage.
Sean Whalen est marié et a deux filles.

## Filmographie

### Cinéma
- 1991 : Le Sous-sol de la peur (The People Under the Stairs) : Cafard
- 1992 : Batman, le défi (Batman Returns)
- 1993 : Mask of Murder 2 (Doppelganger)
- 1994 : Tammy and the T-Rex
- 1995 : Jury Duty : Carl Wayne Bishop
- 1995 : Waterworld
- 1996 : Twister de Jan de Bont : Allan Sanders
- 1996 : That Thing You Do!
- 1997 : Suicide Kings : la Veuve noire
- 1999 : La Main qui tue
- 1999 : Collège Attitude (Never Been Kissed) : Merkin Burns
- 2006 : Employés modèles, scrubs : un manipulateur radio
- 2009 : Laid to Rest de Robert Green Hall (en) : Steven
- 2020 : American Pickle (An American Pickle) de Brandon Trost : le scientifique

### Télévision
- 1990 : Ferris Bueller
- 1993 : Friends : le livreur de pizza saison 1 épisode 4
- 1994 : Vilaines Filles et Mauvais Garçons (Jailbreakers) de William Friedkin
- 1995 : Loïs et Clark : Les Nouvelles Aventures de Superman : saison 3 épisode 9 : Skipp Wallace
- 2000 : Spin City
- 2001-2002 : Special Unit 2: Sean Radmon
- 2001 : Ma famille d'abord (S4-E7) : Larry
- 2003 : Sabrina, l'apprentie sorcière : saison 7 épisode 3
- 2003 : La Créature des abysses (Deep Shock)
- 2009 : Les Sorciers de Waverly Place : saison 3 épisode 2
- 2009 : Lost : Les Disparus : Neil
- 2013 : Castle : Leopold Malloy
- 2015-2016 : Superstore : Sal

### Scénariste
- 1999 : Turkey. Cake.
- 2007 : American Dragon: Jake Long (Suite: Game On)

### Metteur en scène
- 1999 : Turkey. Cake.

## Jeu vidéo
- 2023 : The Texas Chain Saw Massacre : L'autostoppeur (capture de mouvements)

## Sources
- (de) Cet article est partiellement ou en totalité issu de l’article de Wikipédia en allemand intitulé « Sean Whalen » (voir la liste des auteurs).